# Боковой щёлкающий согласный
Боковой щёлкающий согласный (альвеолярный латеральный щелчок; прослушать) — относится к щёлкающим звукам или кликсам. Эти звуки встречаются только в койсанских языках и в ритуальном австралийском языке дамин, одного из коренных племён Австралии.
- Передняя смычка: апикальная пост-дентальная
- Способ артикуляции: латеральная аффриката
- Обозначение в русской практической транскрипции (при передаче имён с койсанских языков): лъ

| Язык   | Слово    | МФА         | Перевод   |
| ------ | -------- | ----------- | --------- |
| Къхонг | ǁnáã     | [ŋǁɑ́ɑ̃]      | гревия    |
| Зулу   | xoxa     | [kǁɔ́ːkǁa]   | общатся   |
| Хадза  | slaxxa   | [ɬaŋǁˀa]    | вилка     |
| Коса   | isiXhosa | [isikǁʰosa] | язык Коса |